# IV. Miklós pápa
IV. Miklós (Ascoli, 1227. szeptember 30. – Róma, 1292. április 4.) néven lépett a katolikus egyház legfőbb hivatalának trónjára a történelem 191. pápája. Miklós az első olyan egyházfő volt, aki a ferencesek közül került az egyház élére. A Rómában két pártra szakadó nemesség igen nagy befolyással avatkozott bele Miklós megválasztásába. A Colonna család hívei a bíborosi kollégiumon belüli erőfölénnyel választották meg Miklóst, aki a krónikák szerint a pápai trónon is ferences barát maradt. Kiváló erkölcse és irányítási képessége volt, amely azonban elhalt a kor politikai áramlataiban. Ez igaz a római törekvéseire éppúgy, mint a keresztes háborúk felélesztésére.

## Élete a tiara előtt
A krónikák feljegyzései alapján 1227 szeptemberében született az Anconai Márkák területén fekvő Ascoliban. Eredeti neve Girolamo Masci volt, egy szegény család gyermeke. Már gyermekkorában beállt a ferencesek közé, és hosszas lelkiismeretes szolgálataiért cserébe a rend tagjai elsőrendű oktatásban részesítették. Az ifjú Girolamo az egyik legkiválóbb elme lett a ferencesek között, amelyre a rend nagymestere is felfigyelt, de a pápák szeme előtt sem bújhatott meg. X. Gergely pápa 1272-ben követeként Konstantinápolyba küldte, hogy meghívja a görög klérust az 1274-ben összehívandó lyoni zsinatra. Két évvel később Szent Bonaventura halála után őt választották meg a ferences rend nagymesterének. 1278-ban Franciaországban tárgyalt az ország uralkodójával, hogy béküljön ki Kasztília királyával. A hiábavaló békítés alatt kapta meg a hírt, hogy a Santa Prassede-templom bíboros-diakónusának nevezték ki. 1281-ben palestrinai püspökség bíboros-püspöke lett, és III. Miklós pápa Konstantinápoly latin pátriárkájának nevezte ki, bár ezen címe csak rövid életű volt.
1287. április 3-án meghalt IV. Honoriusz pápa, akinek uralma alatt Róma nemesi pártjai két család köré csoportosultak. A Colonnák az Anjoukkal szembeni politikát támogatták, míg az Orsiniek franciabarát pápát akartak választani. A Rómában összeülő konklávé tíz hónapon keresztül nem tudott dönteni az új pápa személyéről, amelyben az is közrejátszott, hogy a gyűlésen lázas járvány tört ki, ezért a bíborosok hamarosan elhagyták a várost, Girolamo bíboros kivételével, és csak később gyűltek össze megint. Végül 1288. február 15-én a kollégium egyöntetűen Girolamo mellett állt ki, és őt választották meg az egyház élére. Girolamo felvette a IV. Miklós nevet és nekifogott rövid pontifikátusának.

## Az első ferences pontifikátus
Miklós trónra emelkedése újra felerősítette a két szembenálló római párt ellenségeskedését. Noha maga a pápa igyekezett szerzetesként a két család között lavírozni, mégis kénytelen volt elismerni, hogy a Colonna családnak nagyobb befolyása volt felette. A rómaiak gyakran gúnyrajzokat készítettek róla, amint egy oszlopba van zárva, és onnan csak a tiarája látszik ki. Az oszlop szó olaszul colonna, és így a család jelképe is volt, a rajz tehát Miklós függőségét gúnyolta ki.
Az új egyházfő olyan párt támogatását élvezte, amely ellenezte az Anjouk szicíliai hatalmát, ezért az I. Jakab vezette szigetország újra reménykedhetett a pápai elismerésben. Valóban Miklós politikájának központi kérdése volt Szicília helyzete. Ezt olyannyira fontosnak tartotta, hogy emiatt elhalasztotta I. Rudolf, német király császárrá koronázását. A déli remények azonban kezdtek szertefoszlani, amikor Miklós, mint Szicília hűbérura semmissé nyilvánította Salernoi Károly és Jakab szerződését, amelyet 1288-ban kötöttek, és amelynek értelmében Károly lemond Szicília trónjáról az Aragóniai-ház javára. Ezt az álláspontját erősítette meg, amikor1289. május 29-én Rieti városában Nápoly királyává koronázta Károlyt. A koronázást megelőzően Károlynak szerződésben kellett megesküdnie, hogy elismeri a pápát hűbérurául és sosem vállal közhivatalt a Pápai Állam területén. 1291 februárjában Miklós hatására szerződést kötött II. Károly, III. Alfonz, Aragónia királya és IV. Fülöp francia király I. Jakab elűzésére a szicíliai trónról. IV. Miklós pontifikátusa alatt kezdődött meg a pápaság küzdelme a magyar trónért, ugyanis Miklós korában I. Rudolf gyermekét, Albertet hívták meg a magyar bárók a trónra. A családi kapcsolat révén a király elfogadta gyermeke számára a felkérést. A pápa IV. László, magyar király mellé állt, de hamar kiderült, hogy a magyar trónt az Anjouknak szerette volna megkapni. Miklós II. Károly, nápolyi király gyermekét, Martell Károlyt akarta az Árpádok trónjára ültetni.
A Colonnák támogatta egyházfő pontifikátusának nagy kérdése volt egy újabb keresztes háború indítása keletnek. 1289-ben elesett Tripolisz, majd 1291-ben megnyitotta kapuit Akkó városa is a szeldzsuk törökök hadai előtt. Ezzel elesett az utolsó keresztény kézen lévő vár is. A johanniták 1310-ben Rodoszra menekültek. Az iszlám elleni harcokra több felhívást is intézett Miklós, a keresztes háborúra hívó leveleit eljuttatta minden keresztény uralkodó udvarába, de a keresztes eszmék ekkorra már kiégtek. A pápák és a királyok túl sokszor hirdették meg a hadjáratot saját érdekeik védelmében, éppen ezért már nem volt hitele a felhívásnak. És noha Miklós kiállított egy húsz hajóból álló flottát, az európai uralkodókat ez sem győzte meg.
A pogányok ellen vívott harcok bizonyos téren azonban jelentős sikereket hoztak Miklós számára. A pápa hajlandó lett volna szövetségre lépni a távoli országokkal a szeldzsukok ellen, éppen ezért keletre küldte Giovanni da Montecorvino ferences szerzetest, hogy térítse meg maroknyi csapatával az ázsiai népeket. A ferences térítők eljutottak Kubiláj kán udvarába, térítettek a tatárok, sőt a kínaiak körében is. Montecorvino nevéhez fűződik az első kínai keresztény közösség létrehozása. De Miklós támogatásával ferences térítők jártak Bulgáriában és Etiópiában is.
1289. július 18-án megreformálta az egyház pénzügyeit, és több jövedelmet biztosított a bíborosi kollégium tagjainak. A római templomok jövedelmének felét ugyanis a szent kollégium részére biztosította. Felújította a lateráni Szent János-bazilikát és a Santa Maria Maggiore-bazilikát is, amely mellett építtetett egy palotát. 1292. április 4-én itt érte a halál, testét a Santa Maria Maggiore-bazilikában helyezték örök nyugalomra. Évekkel később V. Szixtusz pápa lenyűgöző síremléket állított számára.

## Művei
- Documenta Catholica Omnia (latin nyelven). (Hozzáférés: 2011. december 6.)